# Catephia sciras
Catephia sciras är en fjärilsart som beskrevs av Fawcett 1916. Catephia sciras ingår i släktet Catephia och familjen nattflyn. Inga underarter finns listade i Catalogue of Life.